# Riffi Mandanda
Riffi Mandanda (Évreux, Francia, 11 de octubre de 1992) es un futbolista francés que representa a República Democrática del Congo. Juega de arquero y su equipo actual es el US Créteil de la Championnat National.

## Biografía
Es hermano de los futbolistas Steve Mandanda, Parfait Mandanda y Over Mandanda.

## Selección
Ha sido internacional con la Selección Sub-21 de República del Congo en 4 ocasiones.

## Clubes
| Club                      | País    | Año         |
| ------------------------- | ------- | ----------- |
| SM Caen                   | Francia | 2009 - 2011 |
| Tarbes PF (Cedido)        | Francia | 2011 - 2012 |
| Poiré sur Vie VF (Cedido) | Francia | 2012        |
| AFC Compiègne (Cedido)    | Francia | 2012 - 2013 |
| ES Pays d´Uzès (Cedido)   | Francia | 2013 - 2014 |
| SM Caen                   | Francia | 2014 - 2015 |
| AC Ajaccio                | Francia | 2015 - 2018 |
| US Boulogne               | Francia | 2018 - 2020 |
| Stade Rennais FC          | Francia | 2020        |
| Kongsvinger IL            | Noruega | 2020        |
| US Créteil                | Francia | 2021 -      |